# Acid formic
Acid formic (tên hệ thống acid methanoic) là dạng acid carboxylic đơn giản nhất. Công thức của nó là HCOOH hoặc CH2O2. Nó là một sản phẩm trung gian trong tổng hợp hóa học và xuất hiện trong tự nhiên, phần lớn trong nọc độc của ong và vòi đốt của kiến.
Trong tự nhiên, nó có trong các vòi đốt và nọc độc của nhiều loại côn trùng của bộ Cánh màng (Hymenoptera), chủ yếu là các loài kiến. Nó cũng là một sản phẩm đốt cháy đáng kể sinh ra từ các xe cộ dùng nhiên liệu thay thế đốt methanol (và ethanol, nếu có nhiễm nước) khi trộn với xăng. Tên gọi của nó có nguồn gốc từ một từ Latinh: con kiến, formica, do nó ban đầu người ta có thể tách nó dễ dàng từ việc chưng cất các xác kiến. Một hợp chất hóa học như một muối từ việc trung hòa acid formic với các nhóm rượu bên hữu cơ, hoặc một ester thu được từ acid formic, được gọi là formiat (hay methanoat). Ion formiat có công thức HCOO−.

## Đặc điểm

Dime chu kỳ của acid formic; đường màu xanh đứt thể hiện liên kết hydro

Đường màu xanh nét đứt thể hiện liên kết hydro
Acid formic là một chất lỏng không màu có mùi hăng, thâm nhập ở nhiệt độ phòng, không giống như acid acetic có liên quan. Acid formic hòa tan trong nước và các chất dung môi hữu cơ khác và hòa tan một ít trong các hydrocarbon. Trong các Hydrocarbon và trong pha hơi, nó thực sự bao gồm các nhị trùng liên kết hydro hơn là các phân tử riêng rẽ. Trong pha khí, mối liên kết hydro này tạo ra một kết quả có độ lệch lớn so với định luật khí lý tưởng. Acid formic lỏng và rắn gồm có một mạng liên kết hydro vô hạn của các phân tử acid formic.

## Hiện diện trong tự nhiên
Trong tự nhiên, acid formic được tìm thấy ở hầu hết các loài kiến và trong ong Dú của chi Oxytrigona. Nó cũng được sử dụng như một chất kháng sinh trong thức ăn chăn nuôi. kiến gỗ từ chi Formica có thể phun acid formic lên con mồi hoặc để bảo vệ tổ. Nó cũng được tìm thấy trong các túm lông của tầm ma gốc lạ (Urtica dioica). Acid formic là thành phần tự nhiên của khí quyển chủ yếu do khí thải rừng.

## Tính chất hóa học

### Tính acid
Acid formic là acid yếu. Tuy nhiên nó mạnh nhất trong dãy đồng đẳng của acid carboxylic no, đơn chức, mạch hở và mạnh hơn acid carbonic (H2CO3) do hiệu ứng dồn mật độ electron trong nhóm -COOH. Cụ thể:
- Dung dịch HCOOH làm quỳ tím chuyển màu đỏ nhạt.
- Tác dụng với kim loại mạnh:

2Na + 2HCOOH → 2HCOONa + H2
- Tác dụng với oxide base:

CuO + 2HCOOH → (HCOO)2Cu + H2O
- Tác dụng với base

NaOH + HCOOH → HCOONa + H2O
- Tác dụng với muối của acid yếu hơn:

NaHCO3 + HCOOH → HCOONa + CO2 + H2O

### Phản ứng ester hóa
HCOOH + CH3OH → HCOOCH3 + H2O.
Phản ứng này là phản ứng thuận nghịch được xúc tác nhờ acid sulfuric đặc và nhiệt độ.

### Tính andehit
- Phản ứng tráng gương

HCOOH + 2Ag(NH3)2OH → (NH4)2CO3 + 2Ag↓ + 2NH3↑ + H2O

## Sản xuất
Một số lượng đáng kể acid formic được sản xuất như là một sản phẩm phụ của quá trình sản xuất các hóa chất khác, đặc biệt là acid acetic. Quá trình sản xuất này không đủ để đáp ứng yêu cầu hiện nay đối với acid formic, và một số lượng acid này phải được sản xuất cho mục đích riêng.
Khi methanol và carbon monoxide được kết hợp với sự có mặt của một base mạnh sẽ tạo ra methyl formiat, một dẫn xuất của acid formic, theo phương trình hóa học
CH3OH + CO → HCOOCH3
Trong công nghiệp, phản ứng này được thực hiện trong pha lỏng với áp suất cao. Các điều kiện phản ứng điển hình là nhiệt độ 80 °C dưới áp suất 40 atm. Sự thủy phân của methyl formiat tạo ra acid formic:
HCOOCH3 + H2O → HCOOH + CH3OH
Để quá trình thủy phân trực tiếp methyl formiat đạt hiệu quả đòi hỏi một số lượng nước dư, do đó một vài nhà sản xuất thực hiện quá trình này bằng cách gián tiếp là cho methyl formiat phản ứng với amonia để tạo ra formamide, và sau đó thủy phân formamide bằng acid sulfuric để tạo ra acid formic:
HCOOCH3 + NH3 → HCONH2 + CH3OH
2HCONH2 + 2H2O + H2SO4 → 2HCOOH + (NH4)2SO4
Kỹ thuật này có vấn đề, đặc biệt là việc thải ra sản phẩm phụ amoni sulfat do đó một số nhà sản xuất gần đây đã phát triển các cách hiệu quả về năng lượng bằng cách tách acid formic khỏi lượng nước dư thừa lớn được sử dụng trong quá trình thủy phân trực tiếp. Một trong những công nghệ này (được BASF sử dụng) đó là acid formic được lấy ra khỏi nước thông qua việc chiết chất lỏng với một base hữu cơ.
Trong phòng thí nghiệm, acid formic có thể thu được bằng cách nung nóng acid oxalic trong glyxerol khan và chiết bằng cách chưng hơi. Một cách điều chế khác (phải được thực hiện dưới một mũ trùm khói) là thủy phân acid ethyl isonitril sử dụng dung dịch HCl.
C2H5NC + 2H2O → C2H5NH2 + HCOOH